# Mary Duncan
Mary Duncan (13 de agosto de 1894 - 9 de mayo de 1993) fue una actriz estadounidense de teatro y en el cine mudo. Es más conocida por sus actuaciones en la película de F.W. Murnau City Girl (1930) y en Gloria de un día (1933).

## Primeros años
Duncan nació en Luttrellville, Virginia, la sexta de los ocho hijos del capitán William S. Duncan y su esposa, Ada Thaddeus Douglass. Asistió a la Universidad Cornell uno o dos años antes de decidirse por la actuación como carrera. Cuando dejó Cornell, estudió interpretación con Yvette Guilbert.

## Carrera
Duncan empezó su carrera como actriz sobre los escenarios de Broadway en la década de 1910. Sus créditos en Broadway incluyen Welcome to Our City (1919), Face Value (1921), The Egotist (1922), New Toys (1924), All Wet (1925) y Human Nature (1925). En 1926 interpretó a "Poppy" en la polémica y controvertida The Shanghai Gesture, en la que Florence Reed interpretaba a su madre (conocida como "Mother Goddam"). El personaje de Reed mata a su hija al final de la obra. Esta obra se convirtió en una película muy edulcorada respecto al original, en 1941 con Gene Tierney.
Aunque Duncan protagonizó en 1930 la película dirigida por el director F.W. Murnau City Girl, su carrera se hallaba por entonces en un punto muerto. Un artículo de Florabel Muir en el New York Daily News en 1931 comenzaba: "Mary Duncan estuvo en Hollywood casi todo el año pasado buscando trabajo con poca o ninguna suerte. Incluso alteró su aspecto haciéndose cosas en la nariz, pero aún así los productores no le dieron oportunidad".
La última aparición de Duncan en una película fue en la cinta de 1933 Gloria de un día, protagonizada por Katharine Hepburn (una de las primeras películas de Hepburn, por la que recibió el primero de sus cuatro Premios de la Academia a la mejor actriz).

## Vida personal
El 1 de septiembre de 1933, Duncan se casó con Stephen "Laddie" Sanford, un jugador de polo internacional y director de la empresa textil Bigelow-Sanford Carpet Company, después de lo cual se retiró de la actuación. Permanecieron casados hasta su muerte en 1977. Pasó el resto de su vida trabajando para importantes organizaciones benéficas, y ganó reputación como socialité en Palm Beach, Florida. Se mantenía activa jugando al golf dos veces por semana y nadando cada mañana antes del almuerzo, lo que la ayudó a mantener su talla 40. Como actriz, había seguido los consejos de Sylvia of Hollywood para mantener su forma.

## Muerte
Mary Duncan murió mientras dormía a los 98 años. La sobrevivieron una sobrina y una sobrina nieta. Duncan fue la última persona conocida que tuvo en su poder una copia de la película perdida de Murnau 4 Devils que tomó prestada del estudio Fox para proyectarla en un pase privado; aunque corrían rumores de que Duncan, creyendo que el estudio tenía más copias, terminó tirando la lata con la cinta al mar, por temor a que pudiera provocar un incendio en su casa (debido a la conocida inflamabilidad del celuloide). Martin Koerber, conservador de la Deutsche Kinemathek, especuló que sus herederos todavía podrían tener la valiosa cinta en algún lugar.

## Filmografía
| Año  | Título                   | Papel             | Notas            |
| ---- | ------------------------ | ----------------- | ---------------- |
| 1927 | Very Confidential        | Priscilla Travers |                  |
| 1928 | Soft Living              | Lorna Estabrook   |                  |
| 1928 | 4 Devils                 | La dama           | Película perdida |
| 1929 | The River                | Rosalee           |                  |
| 1929 | Thru Diferent Eyes       | Viola             |                  |
| 1929 | Romance of Rio Grande    | Carlotta          |                  |
| 1930 | City Girl                | Kate              |                  |
| 1930 | Kismet                   | Zeleekha          |                  |
| 1930 | The Boudoir Diplomat     | Mona              |                  |
| 1931 | Men Call It Love         | Helen Robinson    |                  |
| 1931 | Five and Ten             | Muriel Preston    |                  |
| 1931 | The Age for Love         | Nina Donnet       |                  |
| 1932 | State's Attorney         | Nora Dean         |                  |
| 1932 | Thirteen Women           | June Raskob       |                  |
| 1932 | The Phantom of Crestwood | Dorothy Mears     |                  |
| 1933 | Gloria de un día         | Rita Vernon       |                  |